# Peter Leitner (Politiker)
Peter Leitner (* 18. Februar 1944 in Graz; † 7. Februar 1996 in Mortantsch, Steiermark) war ein österreichischer Politiker der Österreichischen Volkspartei (ÖVP).

## Ausbildung und Beruf
Nach dem Besuch der Volks- und Hauptschule begann er eine landwirtschaftliche Lehre. Danach besuchte er eine landwirtschaftliche Fachschule. 1967 erlangte er die Meisterprüfung für allgemeine Landwirtschaft, 1974 die Meisterprüfung für Obstbau.
- ab 1962 landwirtschaftlicher Facharbeiter
- ab 1969 Landwirt

## Politische Funktionen
- 1977–1980: Mitglied des Gemeinderates von Mortantsch
- 1980: Bezirksobmann des Österreichischen Bauernbundes Weiz
- 1986: Kammerrat der Landeskammer für Land- und Forstwirtschaft in der Steiermark, Graz

## Politische Mandate
- 7. November 1994 bis 5. Februar 1996: Abgeordneter zum Nationalrat (XIX. bis XX. Gesetzgebungsperiode), ÖVP